# Пію блідий
Пію блідий (Synallaxis albescens) — вид горобцеподібних птахів родини горнерових (Furnariidae). Мешкає в Центральній і Південній Америці. Виділяють низку підвидів.

## Опис
Довжина птаха становить 13-16 см, вага 9-17 г. Довжина хвоста становить приблизно 9,3 см. Верхня частина тіла переважно світло-коричнева, крила і хвіст більш темні. Тім'я, потилиця і покривні пера крил рудувато-бурі. Лоб і скроні темно-сірі, обличчя і підборіддя білуваті. На горлі чорна пляма, помітна під час співу. Нижня частина тіла білувата. боки коричнюваті. Виду не притаманний статевий диморфізм. Представники різних підвидів дещо різняться за забарвленням.

## Підвиди
Виділяють одинадцять підвидів:

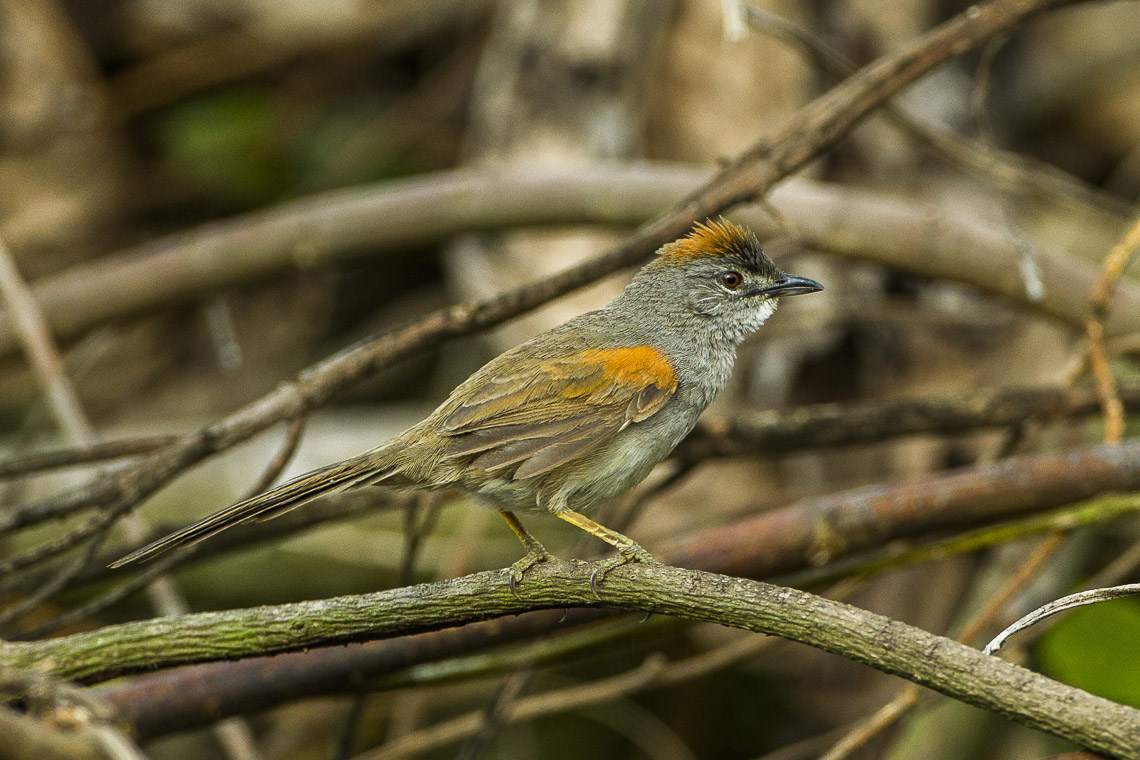
Блідий пію (Колумбія)

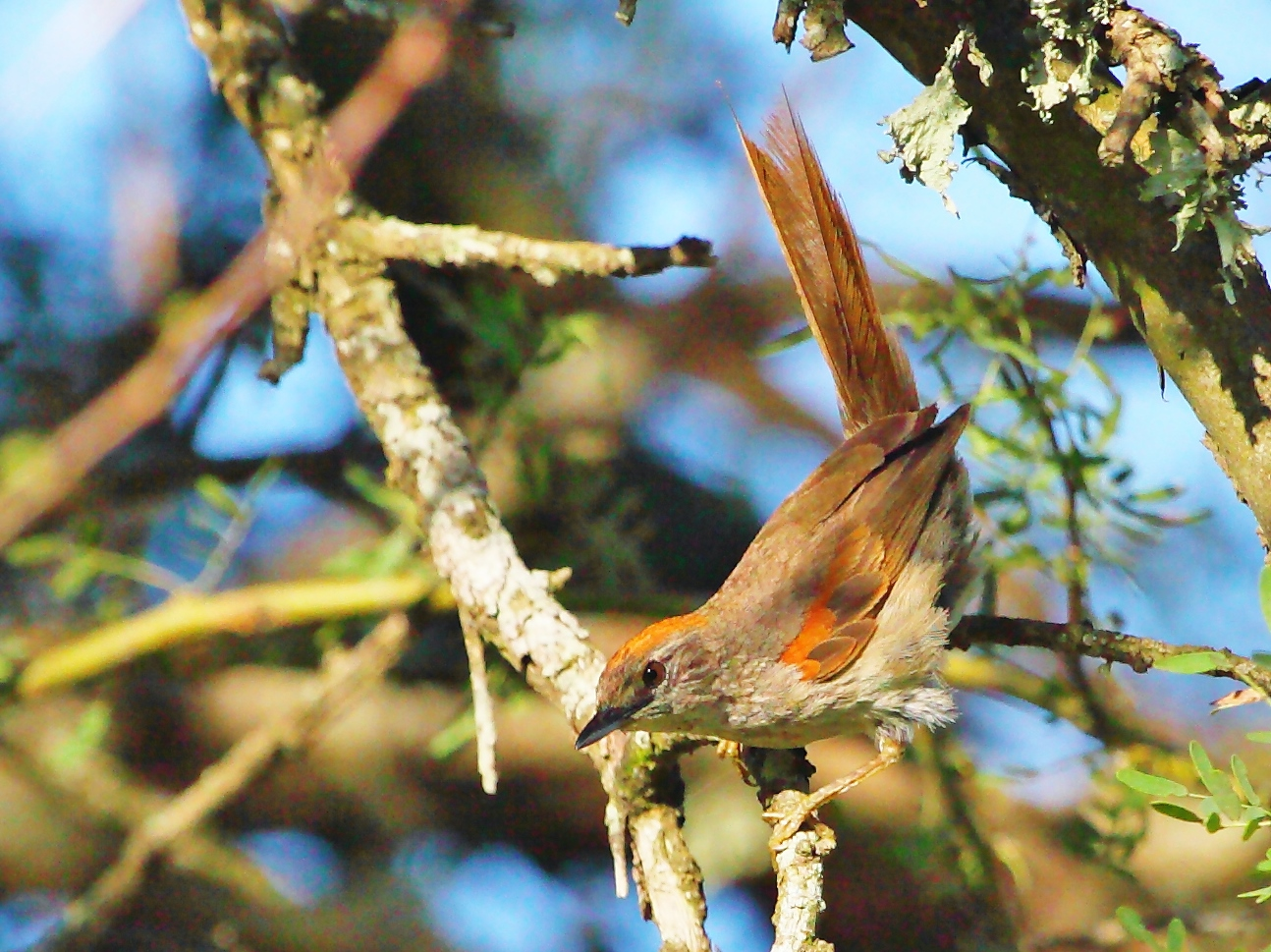
Блідий пію (підвид S. a. australis, Аргентина)

- S. a. latitabunda Bangs, 1907[8] — південно-західна Коста-Рика, Панама і північно-західна Колумбія (узбережжя затоки Ураба);
- S. a. insignis Zimmer, JT, 1935[9] — північна і центральна Колумбія (Вальє-дель-Каука, долина річки Магдалена, Бояка) і західна Венесуела (південь Апуре);
- S. a. occipitalis Madarász, 1903[10] — північно-західна Венесуела (Сьєрра-де-Періха, від Мериди і західної Тачири на схід до Міранди) і північ центральної Колумбії (Норте-де-Сантандер, Сантандер);
- S. a. littoralis Todd, 1948[11] — узбережжя північної Колумбії;
- S. a. perpallida Todd, 1916[12] — крайня північ Колумбії (півострів Гуахіра) і північно-західна Венесуела (від північно-західної Сулії на схід до Фалькона і на південь до озера Маракайбо і Лари);
- S. a. nesiotis Clark, AH, 1902[13][14] — північна Колумбія (Сьєрра-Невада-де-Санта-Марта), північна Венесуела, острів Маргарита;
- S. a. trinitatis Zimmer, JT, 1935 — східна Венесуела, острів Тринідад;
- S. a. josephinae Chubb, C, 1919[15][16]. — південна і східна Венесуела, Гаяна, Суринам і північна Бразилія (Рорайма);
- S. a. inaequalis Zimmer, JT, 1935 — Французька Гвіана і північ центральної Бразилії (по обидва береги Амазонки між річками Мадейра і Тапажос);
- S. a. albescens Temminck, 1823 — східна і центральна Бразилія (від Мараньяну і Пернамбуку на захід до Мату-Гросу і на південь до Парани), східний Парагвай і північно-західна Аргентина (Місьйонес);
- S. a. australis Zimmer, JT, 1935 — крайній південний схід Перу (Мадре-де-Дьйос, центральна і східна Болівія, західний Парагвай, північно-західна і центральна Аргентина (від Сальти і Формоси на південь до Мендоси, Ла-Пампи і Буенос-Айреса).

## Поширення і екологія
Бліді пію мешкають в Коста-Риці, Панамі, Колумбії, Венесуелі, Гаяні, Французькій Гвіані, Суринамі, Бразилії, Перу, Болівії, Парагваї, Уругваї, Аргентині та на Тринідаді і Тобаго. Вони живуть в різноманітних природних середовищах, які включають в себе савани і чагарникові зарості, рівнинні і гірські вологі тропічні ліси, луки, болота, плантації і сади. Зустрічаються на висоті до 1500 м над рівнем моря.

## Поведінка
Бліді пію зустрічаються парами, іноді приєднуються до змішаних зграй птахів. Живляться комахами, яких шукають на землі та серед рослинності. Гнізда кулеподібні з трубкоподібним входом, зроблені з гілочок. В кладці 2 зеленувато-білих яйця. Інкубаційний період триває 15-16 днів.

## Збереження
МСОП класифікує цей вид як такий, що не потребує особливих заходів зі збереження. За оцінками дослідників, популяція блідих пію становить приблизно 50 мільйонів птахів.